# Begraafplaats van Forest-sur-Marque
De Begraafplaats van Forest-sur-Marque is een gemeentelijke begraafplaats in de Franse gemeente Forest-sur-Marque in het Noorderdepartement. De begraafplaats ligt in het zuiden van dorpscentrum van Forest-sur-Marque.
Centraal op de begraafplaats staat het Monument aux Morts, een gedenkteken voor de slachtoffers uit Forest-sur-Marque in beide wereldoorlogen.

## Britse oorlogsgraven
Op de begraafplaats bevindt zich een Brits militair perk met 23 geïdentificeerde graven van gesneuvelden uit de Tweede Wereldoorlog. Het perk wordt onderhouden door de Commonwealth War Graves Commission. In de CWGC-registers staat de begraafplaats als Forest-sur-Marque Communal Cemetery.